# Louis Bès
Louis Bès (25 de dezembro de 1891 — 1 de janeiro de 1961) foi um ciclista francês que participou dos Jogos Olímpicos de Verão de 1912 em Estocolmo, onde terminou em décimo lugar no contrarrelógio por equipes.